# Roberto Gil Zuarth
Roberto Gil Zuarth, né le 10 octobre 1977, est un homme politique mexicain.